# ياسونوري ميوشي
ياسونوري ميوشي (باليابانية: 三好保徳) هو عالم العنكبوتيات ‏ ياباني، ولد في 17 أبريل 1909، وتوفي في 19 أبريل 1995 في إهيمه في اليابان.